# Cathestecum varium
Cathestecum varium är en gräsart som beskrevs av Jason Richard Swallen. Cathestecum varium ingår i släktet Cathestecum och familjen gräs. Inga underarter finns listade i Catalogue of Life.